# Espécie em perigo crítico
Espécie em perigo crítico é a categoria de espécies de fungos, plantas e animais que correm o maior risco de extinção, conforme classificação atribuída pela IUCN. Essas espécies são incluídas na Lista Vermelha da IUCN. Atualmente existem 2 129 animais e 1 821 plantas assim avaliados, enquanto em 1998 os números eram 854 e 909, respectivamente. 

## Definição IUCN
Para ser qualificada como em perigo crítico na lista vermelha, a espécie deve se enquadrar em qualquer um dos critérios (A - E), a seguir: 
A: Redução do tamanho da população, em 10 anos ou três gerações, subdivididos em:
A1: Redução da população observada, estimada, inferida ou suspeita ≥ 90% no passado, onde as causas da redução sejam claramente reversíveis E compreendidas E tenham cessado;
A2: Redução da população observada, estimada, inferida ou suspeita ≥ 80% no passado em que as causas da redução podem não ter cessado OU podem não ser entendidas OU podem não ser reversíveis;
A3: Redução da população projetada, inferida ou suspeita de ser atingida no futuro (até um máximo de 100 anos) ≥ 80% [(a) não pode ser usado para A3];
A4: Redução da população observada, estimada, inferida, projetada ou suspeita ≥ 80%, quando o período de tempo deve incluir tanto o passado e o futuro (até um máximo de 100 anos no futuro) e, se as causas de redução podem não ter cessado ou ser entendidas OU ser reversíveis.
B: Distribuição geográfica na forma de B1 (extensão de ocorrência) E / OU B2 (área de ocupação):
B1: extensão de ocorrência: < 100 km2;
B2: área de ocupação: < 10 km2;
E ao menos duas das três condições a seguir:
Severamente fragmentada OU número de locais: = 1;
Declínio contínuo observado, estimado, inferido ou projetado em qualquer de: (i) a extensão de ocorrência, (ii) área de ocupação, (iii) área, extensão e / ou qualidade do habitat, (iv) o número de locais ou subpopulações, (v) o número de indivíduos maduros;
Variações extremas em qualquer de: (i) a extensão de ocorrência, (ii) área de ocupação, (iii) o número de locais ou subpopulações; (iv) número de indivíduos maduros
C: Tamanho pequeno da população e declínio. Número de indivíduos maduros: < 250. E ao menos um de C1 ou C2:
C1: Declínio continuado, observado, estimado ou projetado de pelo menos (até um máximo de 100 anos no futuro.): 25% em três anos ou uma geração (o que for maior);
C2: Declínio continuado, observado, estimado, projetado ou inferido E pelo menos uma das seguintes três condições:
(a) Número de indivíduos maduros em cada subpopulação: ≤ 50
% de indivíduos maduros em cada subpopulação: 90 – 100%
(b) Variações extremas no número de indivíduos maduros.
D: Populações restritas ou muito pequenas. Número de indivíduos maduros: < 50;
E: Análise quantitativa. Indicativo da probabilidade de extinção na natureza a ser: ≥ 50% em 10 anos ou 3 gerações, o que for mais longo (máximo de 100 anos).